# 頭髮定型
頭髮定型，香港又稱恤髮，是理髮通常的最後一個步驟，在洗髮及剪髮後進行。短頭髮型如平頭裝、陸軍裝等男性不必恤髮，只要吹乾，或者乾毛巾抹乾、或自然風乾便可。
恤髮是長髮常用的理髮程序，有吹乾、定型、美化面形的功效。

## 相關
- 風筒
- 電髮/燙髮
- 頭髮定型水
- 髮夾
- 爆炸頭
- 雞冠頭
- 鬆糕頭
- 髮泥